# Adolfo Bioy Casares
Adolfo Bioy Casares (Buenos Aires, 15 de septiembre de 1914-Buenos Aires, 8 de marzo de 1999) fue un escritor argentino, considerado uno de los autores más importantes de su país y de la literatura en español, siendo traducido a más de dieciséis idiomas y galardonado con el Premio Cervantes en 1990.
Colaboró en varias ocasiones con Jorge Luis Borges bajo distintos pseudónimos, y en menor medida con su propia esposa, la escritora Silvina Ocampo. En su obra frecuentó géneros como la literatura fantástica, el policial y la ciencia ficción, destacando las novelas La invención de Morel (1940), El sueño de los héroes (1954) y Dormir al sol (1973).

## Biografía

### Primeros años
Nació el 15 de septiembre de 1914 en Buenos Aires, siendo el único hijo de Adolfo Bioy Domecq y Marta Ignacia Casares Lynch, en el barrio de Recoleta, tradicionalmente habitado por familias patricias o de clase alta, y donde residiría la mayor parte de su vida. Según el genealogista Narciso Binayán Carmona, era descendiente del conquistador, explorador y colonizador español Domingo Martínez de Irala (1509 - 1556); sus antepasados tenían un remoto origen mestizo  guaraní, que compartía con muchos próceres de la época de la Independencia y con grandes personajes paraguayos y argentinos. Asimismo, su abuelo materno Vicente Casares fue el fundador de La Martona, la primera empresa láctea argentina.
Como la mayoría de los hijos de familias aristocráticas de la época, tuvo desde niño una formación políglota, llegando a hablar con fluidez inglés y francés, además del español. Durante su infancia pasó temporadas entre dos estancias propiedad de su familia, Rincón Viejo en la localidad de Pardo y San Martín en Vicente Casares (localidad nombrada en homenaje a su abuelo), de las cuales Bioy prefería especialmente la primera, a la que volvería con frecuencia para dedicarse a escribir.
Su vocación literaria se despertó desde temprano, gracias a la biblioteca familiar y el estímulo de su padre, escribiendo su primer relato, Iris y Margarita, a los once años, para impresionar a una prima de la que estaba enamorado. Cursó sus estudios secundarios en el Instituto Libre de Segunda Enseñanza de la Universidad de Buenos Aires, tras lo cual comenzó y abandonó las carreras de Derecho y de Filosofía y Letras. Desencantado de la experiencia universitaria, y para evitar que tomaran su intención de ser escritor como una excusa para no hacer nada, le pidió a sus padres que lo enviaran a administrar Rincón Viejo, la estancia de Pardo, y aunque su labor como administrador resultó un fracaso, aprovechó para leer y escribir. Gracias a la holgada posición económica de su familia, pudo dedicarse exclusivamente a la literatura desde su juventud, a la vez que mantenerse apartado del medio literario de su época. Es así que en 1929 Bioy publicó su primer libro, Prólogo, en una edición costeada y corregida por su padre. A lo largo de los años siguientes, Bioy publicaría otros cinco libros (17 disparos contra lo porvenir, Caos, La nueva tormenta, La estatua casera y Luis Greve, muerto) que después repudió, prohibiendo su reedición y calificándolos de «horribles».

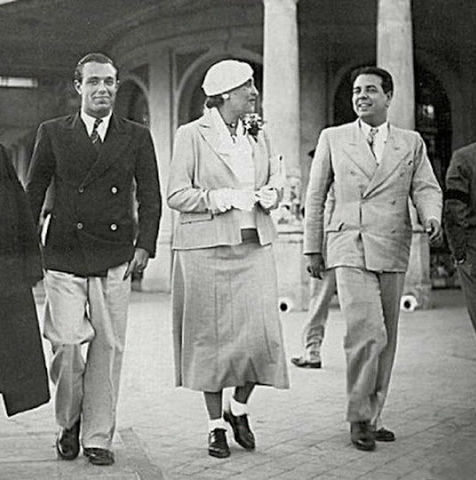
Bioy Casares, junto a Victoria Ocampo y a Jorge Luis Borges en la rambla Casino de Mar del Plata en 1935.

Buscando que tomara contacto con el ambiente literario, la madre de Bioy lo incitó a asistir a las reuniones que organizaba Victoria Ocampo en Villa Ocampo, la casa de su familia ubicada en las barrancas de San Isidro, donde la escritora solía recibir a figuras internacionales de la cultura. Fue durante una de estas reuniones que en 1932 Bioy conoció a Jorge Luis Borges, con quien se convertiría en íntimo amigo y colaborador. Según su testimonio, Borges y él se habían apartado del resto de la gente, por lo que Ocampo, molesta por su actitud, se les acercó y les dijo «no sean mierdas, atiendan al invitado», provocando el enojo de Borges y la retirada de ambos de la reunión. En el viaje de regreso a la ciudad quedó sellada una amistad que duraría hasta la muerte de Borges en 1986, y que dio una de las duplas más célebres de la literatura, llegando a colaborar en varios trabajos, desde relatos (Seis problemas para don Isidro Parodi, Dos fantasías memorables, Un modelo para la muerte), pasando por guiones de cine (Los orilleros, El paraíso de los creyentes, Invasión) hasta antologías (Antología de la literatura fantástica, Cuentos breves y extraordinarios), publicando a menudo bajo los seudónimos de Honorio Bustos Domecq y Benito Suárez Lynch.
Ese mismo año también conoció a Silvina Ocampo, la hermana de Victoria, también escritora y pintora, quien se convirtió en su pareja por más de seis décadas. La relación entre ambos estuvo signada desde un principio por la ruptura de las convenciones sociales de su época y de su clase, desde la diferencia de edades (Silvina era once años mayor) y el hecho de que convivieran durante ocho años sin estar casados, hasta el hábito de Bioy de mantener abiertamente relaciones con otras mujeres. Las opiniones entre estudiosos y biógrafos sobre cómo tomaba Ocampo las infidelidades de su esposo difieren, yendo desde quienes sostienen que las sufría en silencio hasta quienes dicen que ella mantuvo amantes por su cuenta. Al respecto, su albacea Ernesto Montequín rechaza la visión victimista: «Eso la pone en un lugar de minusválida. La relación con Bioy fue muy compleja; ella tuvo una vida amorosa bastante plena (...) La relación con Bioy podía hacerla sufrir, pero también la inspiraba». Pese a todo, permanecieron juntos hasta la muerte de Silvina.

### Carrera literaria
Unos meses después de contraer matrimonio con Silvina por insistencia de su padre, en 1940 Bioy publicó La invención de Morel, novela que marca el inicio de su madurez literaria y con la que el propio autor consideró que comienza su obra. La novela incorpora elementos de ciencia ficción que sin embargo no son explicados hasta el final, y está estructurada como el diario de un fugitivo que llega a una isla que creía desierta hasta descubrir que parece estar habitada. Con un prólogo de Borges, a quien también está dedicada, la obra tuvo una gran aceptación, recibiendo el Primer Premio Municipal de Literatura al año siguiente, y aun hoy es la obra más célebre de Bioy, convertida en texto de lectura en colegios secundarios.
 Por entonces comenzó sus colaboraciones con Borges y su esposa, con la publicación de los relatos de Seis problemas para don Isidro Parodi (1942) y dos antologías, Antología de la literatura fantástica (1940) y Antología poética argentina (1941), de las cuales la primera se convertiría en una obra de referencia del género.
En 1945 apareció su siguiente novela, Plan de evasión, ambientada en la colonia penitenciaria de la isla del Diablo de la Guayana Francesa. Esta obra continúa y profundiza la temática de ficción científica ya explorada en La invención de Morel, ya que en el texto se alude constantemente a la teoría de los colores de Goethe y a las ideas de William James sobre la percepción de la realidad. Elogiada por Ernesto Sabato, la obra no tuvo, sin embargo, la misma recepción crítica que su antecesora. Tres años después apareció La trama celeste, donde reúne seis relatos y novelas cortas, entre los que sobresalen «En memoria de Paulina», «La trama celeste» y «El perjurio de la nieve».
Durante los años del peronismo, del que Bioy era un ferviente opositor al igual que la mayoría de sus amigos y familiares, el escritor se volcó a la lectura y escritura de cuentos y novelas policiales y fantásticas, así como a firmar libros en colaboración. Así, 1945 y 1955 dirigió junto con Borges la colección «El séptimo círculo» de la editorial Emecé, que publicaba traducciones de las mejores novelas policiales de lengua inglesa; al mismo tiempo, publicaron Dos fantasías memorables y Un modelo para la muerte, a los que habría que agregar el cuento «La fiesta del Monstruo», feroz parodia antiperonista que apareció publicada en Uruguay y el único texto explícitamente político que publicó. Por entonces, también publicó su única obra escrita junto con Silvina Ocampo, la novela policial Los que aman, odian.
Hasta 1954 no apareció su siguiente libro, El sueño de los héroes, con el que inauguró un nuevo período en su obra, al alejarse de las «fantasías razonadas» y los escenarios isleños de sus dos novelas anteriores, aunque sin abandonar sus obsesiones permanentes como son el amor, las mujeres y los juegos con el tiempo y el espacio. Escrita entre 1947 y 1952, y ambientada en Buenos Aires, la novela narra las peripecias de Emilio Gauna por recuperar un recuerdo perdido durante una madrugada de carnaval, después de tres días de caravana con sus amigos. Es considerada por varios autores como la mejor novela de Bioy, y la que más análisis críticos propició después de La invención de Morel. El 8 de julio de ese año nació su hija Marta, fruto de la relación de Bioy con una de sus amantes, pero que fue adoptada y criada por Silvina. Poco después, los Bioy se instalaron en el quinto piso del edificio de Posadas 1650, propiedad de la familia Ocampo, donde residieron el resto de su vida.
En los años siguientes Bioy se volcó especialmente al cuento, con los volúmenes Historia prodigiosa (1956), Guirnalda con amores (1959), que incluye aforismos, microrrelatos y algunos poemas, El lado de la sombra (1962) y El gran serafín (1967), en los que alternó los cuentos fantásticos con otros de tema amoroso; al mismo tiempo, durante esta época se convirtió en fotógrafo aficionado, una faceta que fue descubierta solo en años recientes. El 15 de agosto de 1963 nació su segundo hijo, Fabián, también de una relación extramatrimonial, con quien se pondría en contacto ya de adulto.
Volvió a la novela en 1969 con Diario de la guerra del cerdo, en la que narra los intentos de un jubilado por evitar ser víctima de grupos de jóvenes que de un momento a otro y sin mayores explicaciones comienzan a perseguir, atacar y matar a los ancianos. Leída a menudo en clave política, como una respuesta de Bioy a los movimientos contraculturales de la década, o bien como una obra en la que el autor vuelve sobre su conocida obsesión sobre el miedo al paso del tiempo y a la decadencia del cuerpo, ha sido sin embargo la novela que menos interés generó entre la crítica. Fue adaptada al cine en 1975 por Leopoldo Torre Nilsson, con el título La guerra del cerdo.
Tras la publicación de dos antologías, Historias de amor e Historias fantásticas, que incluían tres cuentos hasta entonces inéditos, en 1973 apareció Dormir al sol, en la que vuelve a sus tramas fantásticas habituales. Escrita en forma de un largo "informe" del protagonista, Lucio Bordenave, dirigido a un amigo, Félix Ramos, la novela narra cómo la mujer del narrador desaparece después de ser internada en un "Instituto Frenopático", y cómo él está convencido de que el alma de su esposa fue transferida al cuerpo de una perra. Bioy declaró que era su novela favorita de las que había escrito, y al igual que la anterior, fue llevada al cine en 2012 por Alejandro Chomski. Cinco años más tarde publicó otro libro de cuentos, El héroe de las mujeres, donde incluyó los tres cuentos inéditos publicados en Historias de amor e Historias fantásticas.

### Últimos años

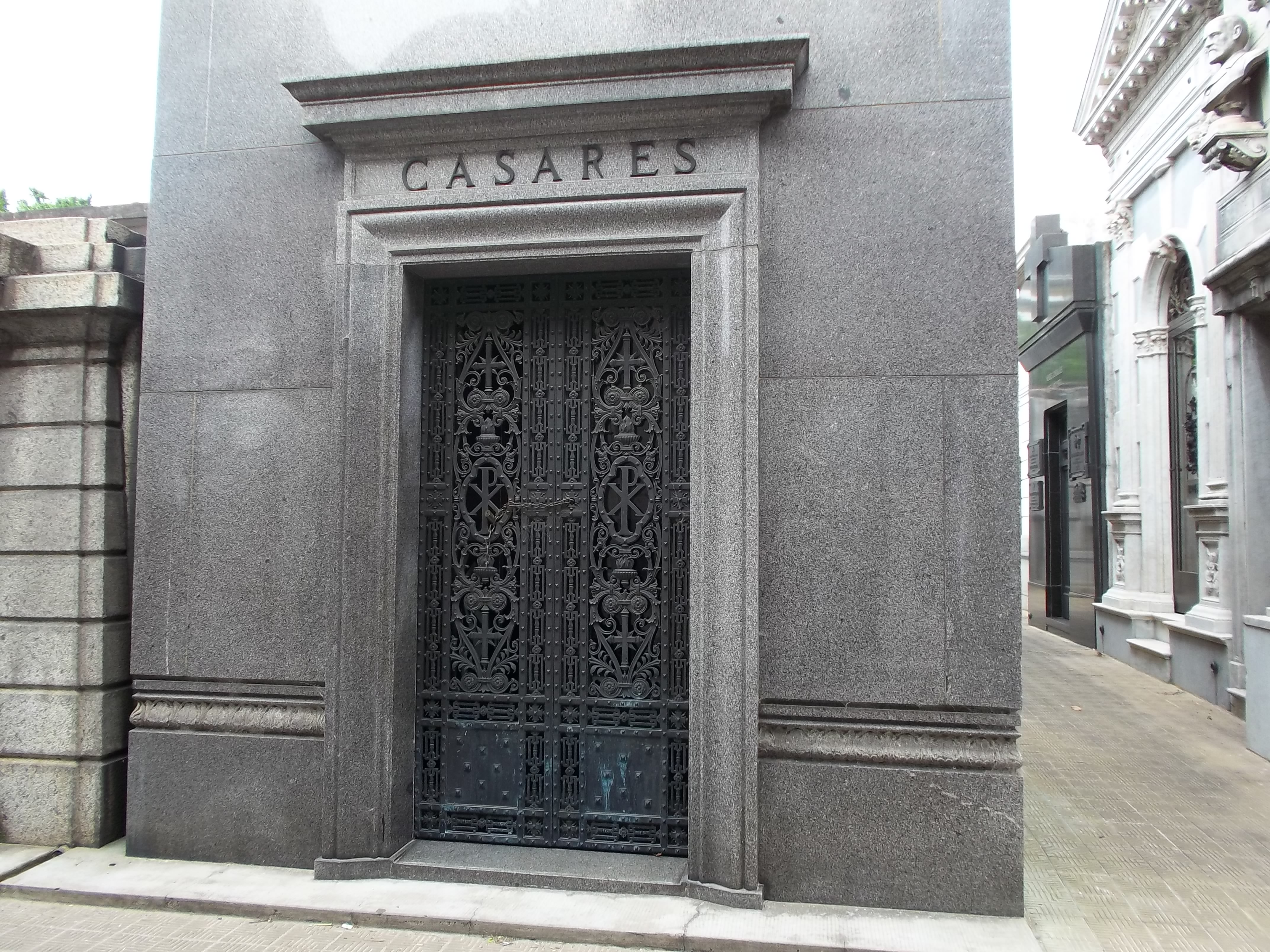
Sepulcro de Bioy Casares. Cementerio de la Recoleta, Buenos Aires.

En 1985 publicó La aventura de un fotógrafo en La Plata, novela de ambiente kafkiano que ha sido leída como una alegoría de los desaparecidos durante la dictadura militar que gobernó el país entre 1976 y 1983, durante la cual Bioy Casares llegó a presenciar una ejecución extrajudicial en la calle, tras la cual publicó el volumen de cuentos Historias desaforadas. Por esos años, la figura de Bioy comenzó a cobrar un creciente reconocimiento internacional, a partir de su descubrimiento en España y la edición de varios libros en ese país. Un año más tarde fue declarado Ciudadano Ilustre de Buenos Aires, y en 1990 recibió dos importantes premios en reconocimiento a toda su trayectoria: el Premio Alfonso Reyes y el Premio Cervantes, el máximo galardón de las letras castellanas.
Sin embargo, al mismo tiempo que alcanzaba la consagración internacional, en su vida privada sufrió una serie de accidentes y pérdidas que lo afectaron profundamente: a la muerte de Borges en 1986 y una doble fractura de cadera en 1992, se le sumaron las muertes casi simultáneas de Silvina Ocampo, para entonces ya muy afectada por un Alzheimer que la tuvo postrada los últimos tres años, y de su hija Marta, víctima de un accidente automovilístico, entre diciembre de 1993 y enero de 1994. Sobrellevó el duelo viajando y acompañado de un grupo de colaboradoras y ayudantes, como su enfermera, Lidia Benítez, y su empleada, Jovita Iglesias; así como una amiga y antigua amante suya con quien retomó el contacto en sus últimos años, Cristina Castro Cranwell. También por entonces empezó a acercarse a su hijo Fabián, a quien reconoció oficialmente en 1998, y vio más seguido a su nieto Florencio, quien lo acompañó en sus últimos años.
Durante este período alcanzó todavía a publicar algunos libros de ficción, como las novelas cortas Un campeón desparejo (1993) y De un mundo a otro (1998) y los libros de cuentos Una muñeca rusa (1991) y Una magia modesta (1997); asimismo, publicó una serie de libros de carácter autobiográfico, a partir de selecciones de sus papeles personales, como sus Memorias, el epistolario En viaje (1967) y el commonplace-book De jardines ajenos, que recoge citas, fragmentos, poemas y otros textos inclasificables. Sin embargo, la recepción de estos textos fue más bien tibia, con la crítica acusando una agotada repetición de temas ya tratados en los primeros y una liviandad que linda con la pereza o el desinterés en los segundos.
Tras una serie de internaciones por un progresivo deterioro de su salud, Bioy Casares falleció el 8 de marzo de 1999, a los 84 años. Por expreso pedido del escritor, que no quería ser velado, solo se organizó un breve oficio religioso en la capilla del Cementerio de la Recoleta antes de inhumar sus restos en la bóveda familiar. Hasta poco antes de su muerte trabajó en la selección y corrección de páginas de sus diarios (que llevó durante medio siglo) con la ayuda del estudioso Daniel Martino. Tras la publicación de una primera selección en 2001, Descanso de caminantes, en 2006 finalmente se publicó Borges, volumen de casi mil setecientas páginas en el que recoge todas las anotaciones dedicadas a su amigo, así como sus conversaciones. La edición del libro despertó polémica entre lectores y críticos, que se dividieron entre quienes elogiaron la publicación como un acontecimiento literario, y los que consideraron que Bioy parecía querer dañar la imagen de Borges al publicar sus opiniones íntimas. Más recientemente, compilado y editado por Daniel Martino, en 2021 se publicó Wilcock, dedicado al escritor Juan Rodolfo Wilcock, de quien Bioy también fue amigo.

## Temas y estilo

Bioy Casares en 1941.

El estilo de Bioy Casares ha sido definido como depurado, pulcro y clásico, con una clara influencia de Borges en un principio, si bien con el tiempo fue desarrollando recursos que lo distinguen del autor de El Aleph. Dejando de lado su etapa temprana (1929 - 1937), rechazada por él mismo y que la crítica considera un período de maduración en el que predomina una notable influencia del simbolismo y el surrealismo, suelen distinguirse por lo menos dos momentos en su producción:
- Entre 1940 y 1953, sus obras se caracterizan por el predominio de la trama y el desarrollo de una intriga minuciosamente armada, en la que acontece un hecho fantástico que encuentra su explicación al final del relato. Entran en esta etapa las dos primeras novelas del autor, La invención de Morel y Plan de evasión, y su libro de cuentos La trama celeste.[11]

- A partir de 1954, y sin romper con los elementos básicos de su universo narrativo, Bioy se aleja de las «fantasías razonadas» de influencia borgeana y empieza a introducir una cierta distancia irónica en el uso de procedimientos típicos del género fantástico y el policial, al mismo tiempo que acentúa el elemento costumbrista, tanto en la caracterización de ambientes y personajes como en el uso del lenguaje oral y un estilo más llano, influido por la lectura de Tres relatos porteños de Arturo Cancela. Este período incluye las novelas El sueño de los héroes, Diario de la guerra del cerdo, Dormir al sol y La aventura de un fotógrafo en La Plata, así como la mayoría de los cuentos publicados después de Historia prodigiosa.[11][30]

Sin embargo, es posible encontrar temas constantes en toda la obra de Bioy, como el pacto fáustico, la presencia recurrente de personajes femeninos, los viajes en el tiempo o el cuestionamiento sobre la percepción de la realidad. A contrapelo de las definiciones de Roger Caillois y Tzvetan Todorov, que consideran lo fantástico como la irrupción de un acontecimiento inexplicable en un entorno realista, en Bioy lo fantástico suele estar más vinculado a la incursión de los personajes en un terreno misterioso o extraño, en un mundo que coexiste junto al real, del que no se tiene noción pero con el que se encuentra unido. Estas incursiones con frecuencia se dan a partir del mitologema del viaje o la fuga: sus protagonistas suelen buscar unos días de descanso o escapar de algo, escape que los lleva a espacios donde tiene lugar el hecho fantástico para después volver o intentar volver al comfort de su realidad cotidiana, lo que vincula a Bioy al modelo de Alicia en el país de las maravillas de Lewis Carroll. Rehúye el gótico por considerarlo demasiado recargado y explícito; como Borges, prefiere el desarrollo de un único hecho fantástico que al final encuentra su explicación, sin embargo, su tendencia a la caracterización psicológica, la preocupación por la creación de un ambiente y su interés en la cotidianeidad de las clases medias argentinas lo acercan también a Julio Cortázar, con quien se leyeron y se reconocieron mutuamente, a pesar de que se trataron pocas veces en persona.
Junto a lo fantástico, el amor es el otro tema recurrente en sus obras, el cual suele presentarse enmarcado en los tópicos del romanticismo o incluso del amor cortés: las mujeres a menudo aparecen como seres ambiguos, casi inhumanos, tan bellos como terribles, capaces de llevar a los hombres a la muerte; al mismo tiempo, los protagonistas masculinos suelen ser devotos obsesionados hasta lo enfermizo, aun cuando saben inalcanzable al objeto de sus deseos. El crítico José Miguel Oviedo destaca el carácter «deliberadamente insensato e incompetente» de estos últimos, así como el hecho de que a su juicio, «la extrañeza surge muchas veces del ángulo humorístico o grotesco desde el que lo irreal está contemplado», lo que lo lleva a calificar las obras de Bioy Casares como «comedias fantásticas». Con todo, hay cierto consenso crítico en considerar que en las obras tardías del autor se produce una paulatina simplificación de sus tramas y su escritura que desluce el resultado final.

## Obras

### Novelas
- La invención de Morel (1940)
- Plan de evasión (1945)
- El sueño de los héroes (1954)
- Diario de la guerra del cerdo (1969)
- Dormir al sol (1973)
- La aventura de un fotógrafo en La Plata (1985)
- Un campeón desparejo (1993)
- De un mundo a otro (1998)

### Cuentos
- La trama celeste (1948)
- Historia prodigiosa (1956)
- Guirnalda con amores (1959)
- El lado de la sombra (1962)
- El gran serafín (1967)
- El héroe de las mujeres (1978)
- Historias desaforadas (1986)
- Una muñeca rusa (1991)
- Una magia modesta (1997)

### Antologías
- Adolfo Bioy Casares (1963)
- Adversos milagros (1969)
- Historias fantásticas (1972)
- Historias de amor (1972)
- La trama celeste y otros relatos (1983)
- Obras escogidas (1985)
- Páginas de Adolfo Bioy Casares seleccionadas por el autor (1985)
- El viaje y la otra realidad (1988)
- La invención y la trama (1989)

### Ensayos
- La otra aventura (1968)
- Memoria sobre la pampa y los gauchos (1970)
- Breve diccionario del argentino exquisito (1971)
- De las cosas maravillosas (1999)

### Diarios
- Unos días en el Brasil (1991)
- Descanso de caminantes (2001). Editado por Daniel Martino.
- Borges (2006). Editado en colaboración con Daniel Martino.
- Wilcock (2021). Editado por Daniel Martino

### Guiones
- Los orilleros (1955)
- El paraíso de los creyentes (1955)
- Invasión (1969, dirigida por Hugo Santiago Muchnik)
- Les Autres (1971, dirigida por Hugo Santiago Muchnik)

### Otras
- Memorias (1994, autobiografía)
- En viaje (1967) (1996, cartas). Editado por Daniel Martino.
- De jardines ajenos. Libro abierto (1997, recopilación de frases, poemas y otros textos). Editado en colaboración con Daniel Martino.

### Obras repudiadas por el autor
- Prólogo (1929), cuentos y miscelánea.
- 17 disparos contra lo porvenir (1933), con el pseudónimo Martín Sacastru, cuentos.
- Caos (1934), cuentos.
- La nueva tormenta o La vida múltiple de Juan Ruteno (1935), novela.
- La estatua casera (1936), miscelánea.
- Luis Greve, muerto (1937), cuentos.

### En colaboración

#### Antologías
- Antología de la literatura fantástica (1940, con Jorge Luis Borges y Silvina Ocampo)
- Antología poética argentina (1941, con Jorge Luis Borges y Silvina Ocampo)
- Los mejores cuentos policiales (1943, con Jorge Luis Borges)
- Los mejores cuentos policiales. Segunda serie (1951, con Jorge Luis Borges)
- Cuentos breves y extraordinarios (1955, con Jorge Luis Borges)
- Libro del cielo y del infierno (1960, con Jorge Luis Borges)

#### Con Jorge Luis Borges
- Seis problemas para don Isidro Parodi (1942)
- Dos fantasías memorables (1946)
- Un modelo para la muerte (1946)
- Crónicas de Bustos Domecq (1967)
- Nuevos cuentos de Bustos Domecq (1977)
- Museo. Textos inéditos (2003)

#### Con Silvina Ocampo
- Los que aman, odian (1946)

## Películas basadas en sus obras
- El crimen de Oribe (1950), basada en el cuento El perjurio de la nieve, realizada por Leopoldo Torre Nilson en codirección con su padre, Leopoldo Torres Ríos.
- El año pasado en Marienbad (L'Année Dernière à Marienbad, 1961), dirigida por Alain Resnais, con guion de Alain Robbe-Grillet, basada en La invención de Morel.
- L'invenzione di Morel (Morel's Invention), dirigida por Emidio Greco con guion de Andrea Barbato (1974), Italia.
- La guerra del cerdo (1975), de Argentina, basada en la novela Diario de la guerra del cerdo, dirigida por Leopoldo Torre Nilson.
- En memoria de Paulina (1991), dirigida por Alejandro Areal Vélez.
- El sueño de los héroes (1997), dirigida por Sergio Renán.
- Dormir al sol (2012), dirigida por Alejandro Chomski.
- Los que aman, odian (2017), dirigida por Alejandro Maci.

## Homenajes
- En el cuarto episodio de la cuarta temporada de la serie televisiva Lost, uno de los personajes principales está leyendo La Invención de Morel; los creadores de la serie son admiradores del libro y se ha adjudicado a la obra como inspiración para la serie. A partir de ello, en 2008, se disparó las ventas de los libros de Bioy Casares en Estados Unidos.[51][52]
- En el libro Las musas de Rorschach el relato "Querida Luisa" de Javier Casis Arín funciona como un antecedente de La invención de Morel, mientras que en el cuento "Los motivos de Rozman", Bioy Casares aparece como personaje.
- Desde el 22 de septiembre de 2011, el tramo de la calle Eduardo Schiaffino frente a la Plaza San Martín de Tours, que corre a un lado del edificio de Posadas 1650, donde vivió desde 1954 hasta su muerte, lleva el nombre de Adolfo Bioy Casares.[53]
- En el barrio de La Gavia en Madrid también existe una calle que recuerda al escritor. La calle da número a un centro comercial muy popular de Madrid.

## Premios y distinciones
- Primer Premio Municipal (1940) - por La invención de Morel
- Premio Nacional de Literatura (1970)
- Premio de Honor de la SADE (1975)
- Caballero de la Legión de Honor (1981)
- Premio Literario Mondello (Italia, 1984).
- Premio Literario Internacional Illa (Italia, 1986)
- Ciudadano Ilustre de Buenos Aires (1986)
- Premio Consagración Nacional de Letras de la Secretaría de Cultura de la Nación (1987)
- Premio Miguel de Cervantes (1990)[4]
- Caballero de la Legión de Honor (Francia, 1991)
- Premio Internacional Alfonso Reyes (México, 1991)
- XI Premio Grinzane Cavour (Italia, 1992)
- Medalla de Oro de la Universidad Complutense de Madrid (1994)
- Premio Konex de Brillante (1994)[54]
- Doctorado honoris causa de la Universidad Nacional de Cuyo (1994)
- Premio Roger Caillois (Francia, 1995)
- Premio Jerusalén 2000 otorgado por la Casa Argentina en Israel (OEA, Washington, 1996)

| Predecesor: Augusto Roa Bastos | Premio Miguel de Cervantes 1990 | Sucesor: Francisco Ayala |